# Sektion für Typenbauten beim Stroikom
Die Sektion für Typenbauten beim Stroikom (Komitee für Bauwesen) der RSFSR (russisch «Секции типизации жилища» Строительного комитета (Стройкома) „Sekzii tipisazii schilischtscha“ Stroitelnowo komiteta (Stroikoma)) war eine staatliche Organisation in der Sowjetunion unter der Leitung von Moissei Ginsburg. Die Sektion bestand ab 1928 und bestand neben Ginsburg aus den Architekten Michail Barschtsch, Wjacheslaw Wladimirow, Alexander Pasternak und Grigori Sum-Schik.
Die Gruppe setzte sich zum Ziel, Typenwohnungen zu entwerfen, die in großen Mengen gebaut werden konnten. Es ging vorrangig um die Rationalisierung der Wohnung. Die Sektion ist dem Konstruktivismus zugehörig. Die entworfenen Typenwohnungen wurden allerdings nur in sechs Bauwerken umgesetzt, unter anderem im 1928 bis 1930 errichteten Narkomfin-Kommunehaus in Moskau.

## Geschichte
Die von der Gruppe entworfenen Typenwohnungen gehen teilweise auf den 1926 veranstalteten kollegialen Wettbewerb der OSA für Typenwohnungen zurück. Architekten konnten ihre Entwürfe für den neuen Wohnhaustyp, das Kommunehaus, einbringen. An dem Wettbewerb nahmen unter anderem Moissei Ginsburg, Iwan Sobolew, Andrej Ol, Nina Worontynzewa, Raissa Poljak, Wjacheslaw Wladimirow, Gregori Wegman, Alexander Pasternak und weitere Architekten teil.
Ausgehend von den eingereichten Entwürfen arbeitete man in der ab 1928 bestehenden Sektion für Typenbauten an der Rationalisierung der Wohnungen weiter. Die Sektion arbeitete unter der Leitung von Moissei Ginsburg. Man übernahm Elemente der verschiedenen Entwürfe und schuf daraus verschiedene Wohnungstypen. Die Wohnungstypen, deren Zweckmäßigkeit aufwendig berechnet und analysiert wurde, wurden als Typ A, B, C, D, E und F bezeichnet. Typ F galt als die optimale Wohnung. Als Typ 2F wurde diese Wohnung auch in der Größe verdoppelt genutzt. Es handelte sich hierbei jedoch nicht um eine völlige Durchsetzung des Kommunehauses, denn die Wohnungen waren nicht völlig vergesellschaftet, d. h. Familien lebten zusammen und es gab auch Toiletten und Küchen auf den Zimmern. Diese Wohnungstypen wurden als „Übergangstypen“ bezeichnet.
Der Typ F wurde für verschiedene in der Sowjetunion gebaute Wohngebäude genutzt. Oft hatten diese gebauten Gebäude experimentellen Charakter und variierten die Entwürfe, wie auch verschiedene Baumaterialien. Das bekannteste dieser Gebäude ist das von Moissei Ginsburg mit Ignati Milinis entworfene und 1928–30 gebaute Narkomfin-Kommunehaus in Moskau.

## Bauliche Verwendung der Typenwohnungen
Die Wohnungstypen der Sektion wurden für 1929 in dem Buch „Typenprojekte und Konstruktionen für den Wohnungsbau im Jahr 1930“ veröffentlicht und fanden bei insgesamt sechs Bauprojekten Anwendung, vier davon sind in Moskau errichtet worden, und je eines in Jekaterinburg und Saratow.

### Narkomfin-Kommunehaus in Moskau (1928–30)
Das von den Architekten Moissei Ginsburg mit Ignati Milinis und dem Ingenieur S. Prochorow entworfene und 1928–30 gebaute Narkomfin-Kommunehaus auf dem Nowinski-Boulevard in Moskau nutzte die Wohnungstypen B und F. Für die Farbgestaltung war Hinnerk Scheper verantwortlich. Es war das erste Gebäude, welches die Typenwohnungen der Sektion nutzte und gilt als Schlüsselbauwerk der Moderne. Das Narkomfin nutzte zusätzlich einen Wohnungstyp K, der Typ D ähnlich ist. Er wurde vermutlich von Ginsburg und Milinis alleine entworfen und ist nicht der Sektion zuzuschreiben. Bauherr war der Funktionär und Architekt Nikolai Miljutin. Es besteht aus einem Wohntrakt und einem Gemeinschaftsbau. Ein zweites projektiertes Wohngebäude auf dem Grundstück wurde nicht umgesetzt, ebenso wenig ein Kindergarten.

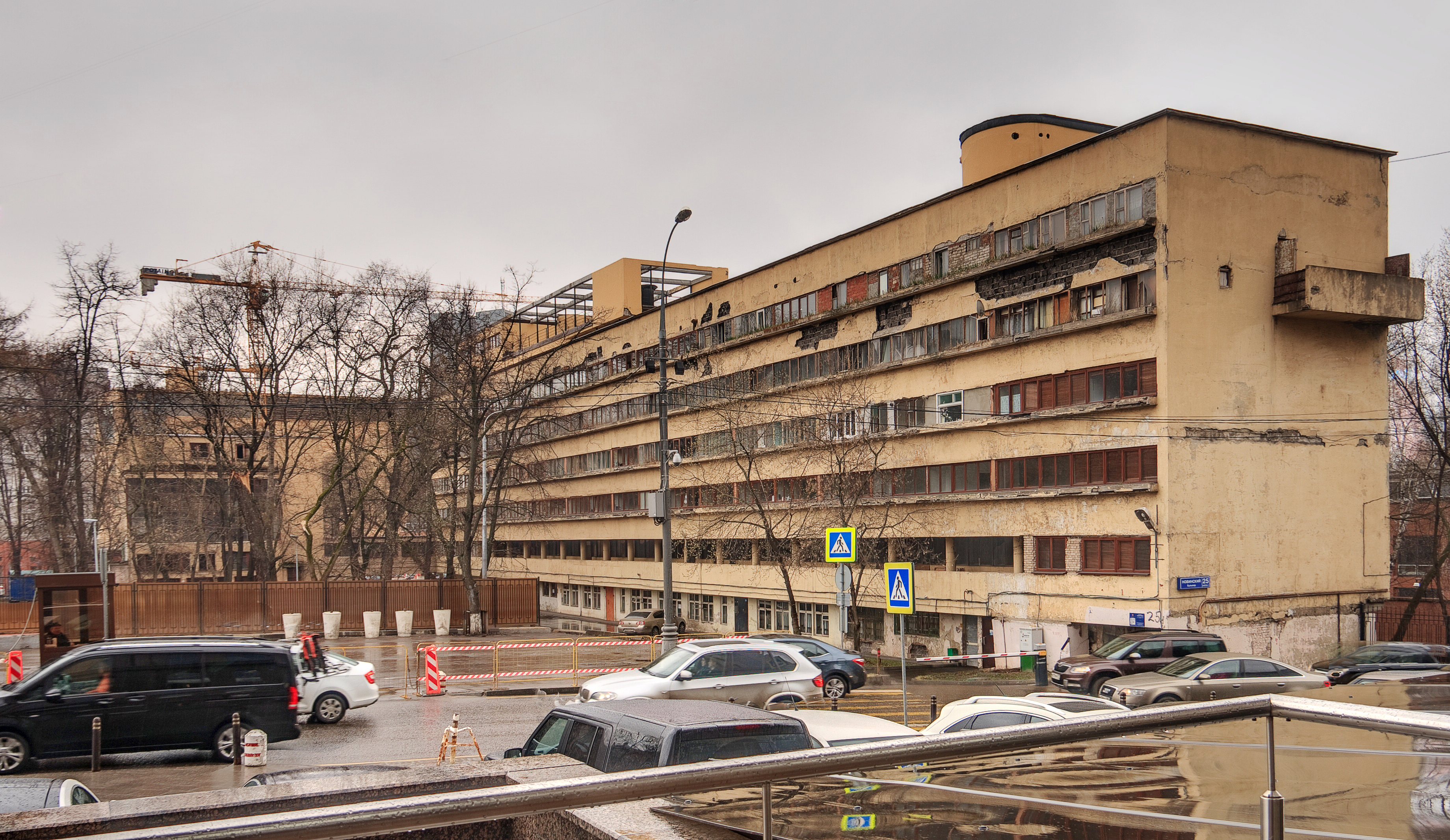
Gesamtansicht
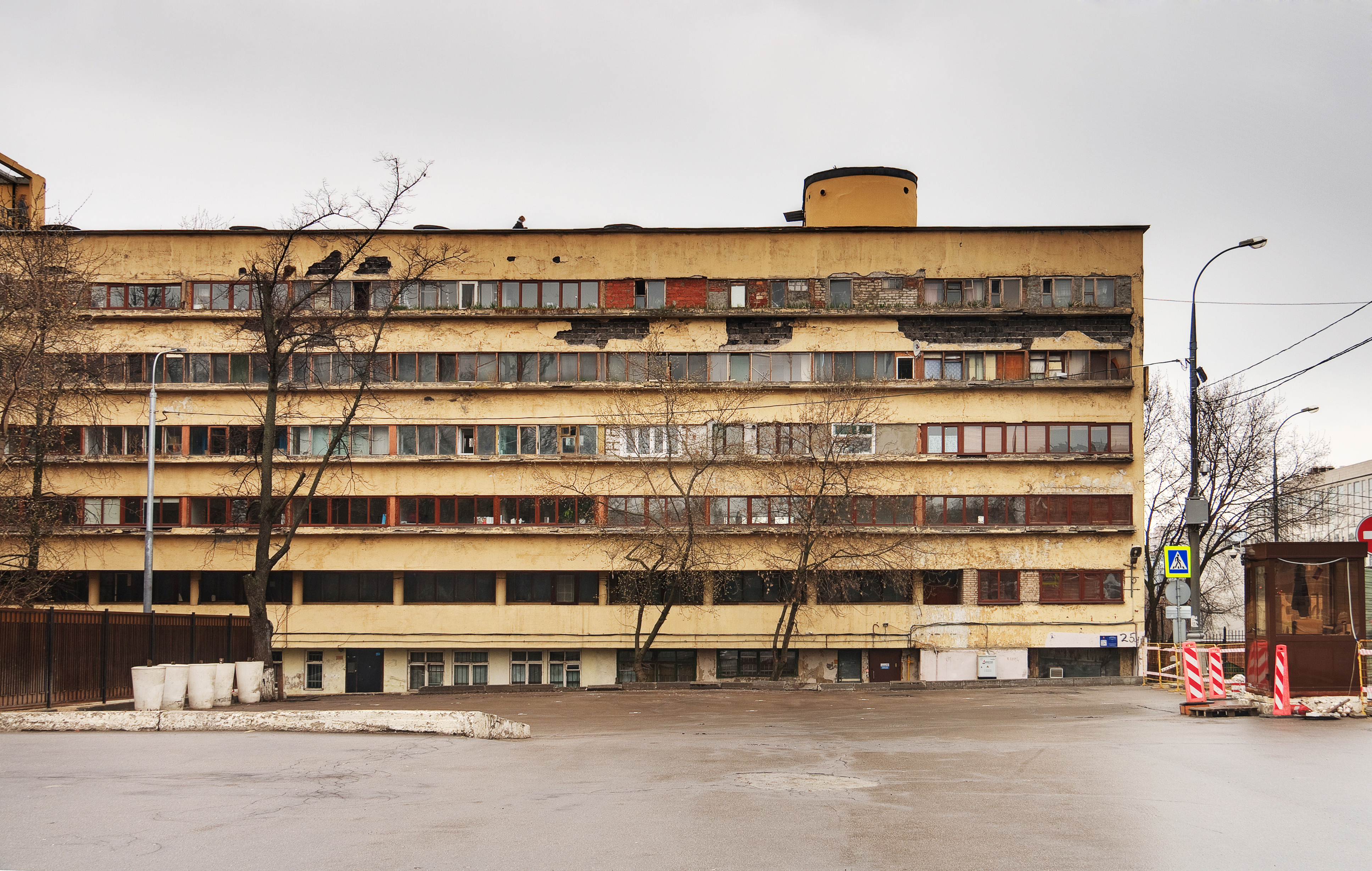
Wohntrakt
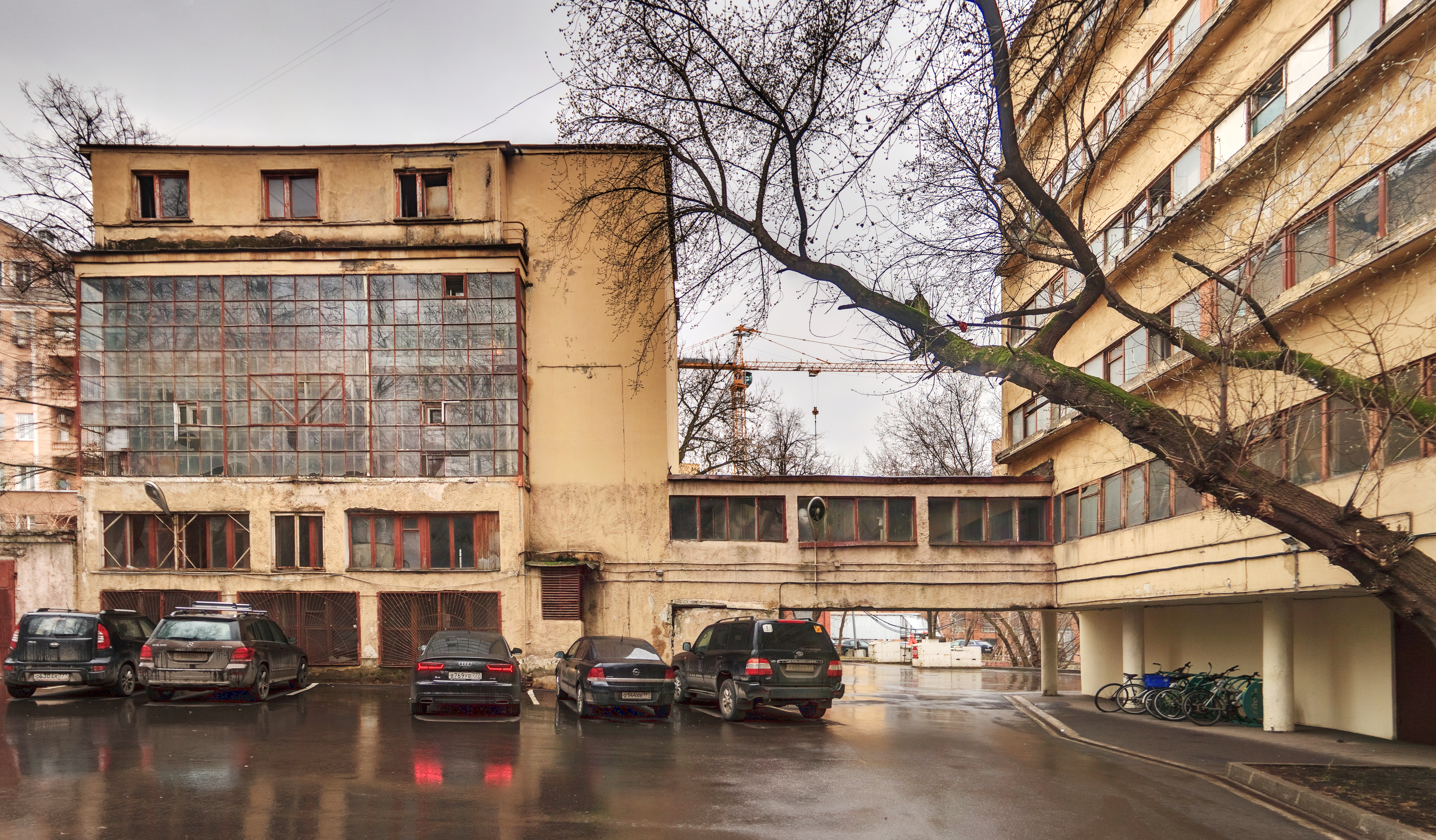
Gemeinschaftsbau

### Wohnhaus für die Arbeiter der Baumwollspinnerei in Moskau (1928)
Auch von Moissei Ginsburg, aber mit Sergei Lissagor 1928 gemeinsam entworfen, nutzt das Wohnhaus für die Arbeiter der Baumwollspinnerei in Moskau-Rostokino ebenfalls die Typenwohnungen der Sektion. Es besteht aus drei Baukörpern (von denen der mit Typ-F-Wohnungen einer abgerissen wurde). Ein Wohntrakt mit Typ-F-Wohnungen, ein weiterer Wohntrakt mit Zweizimmerwohnungen keines der Typen, sowie ein kommunaler Trakt mit Versammlungsraum, Kantine, Küche und Wäscherei.

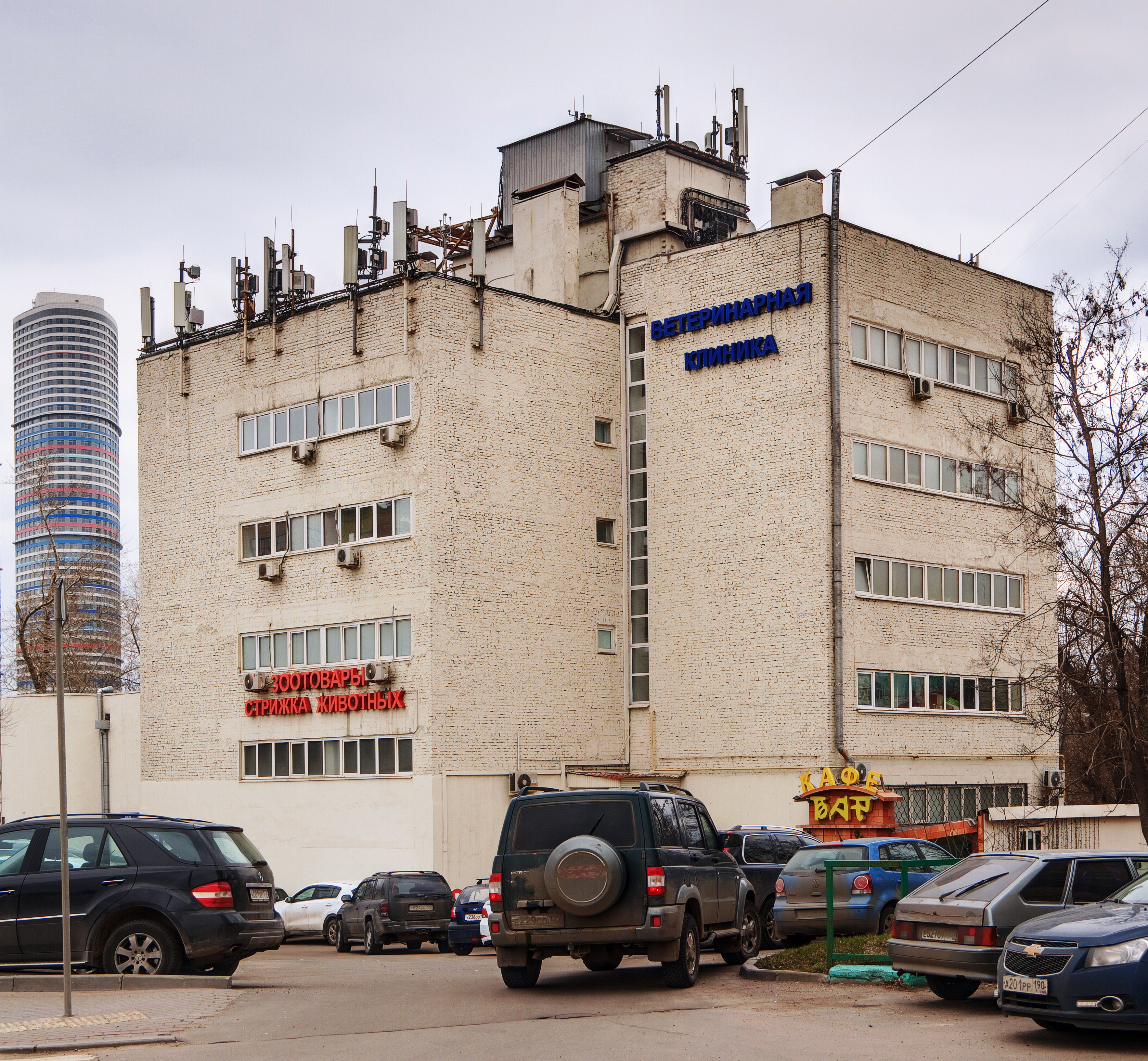
Erhaltener Wohntrakt mit Zweizimmerwohnungen
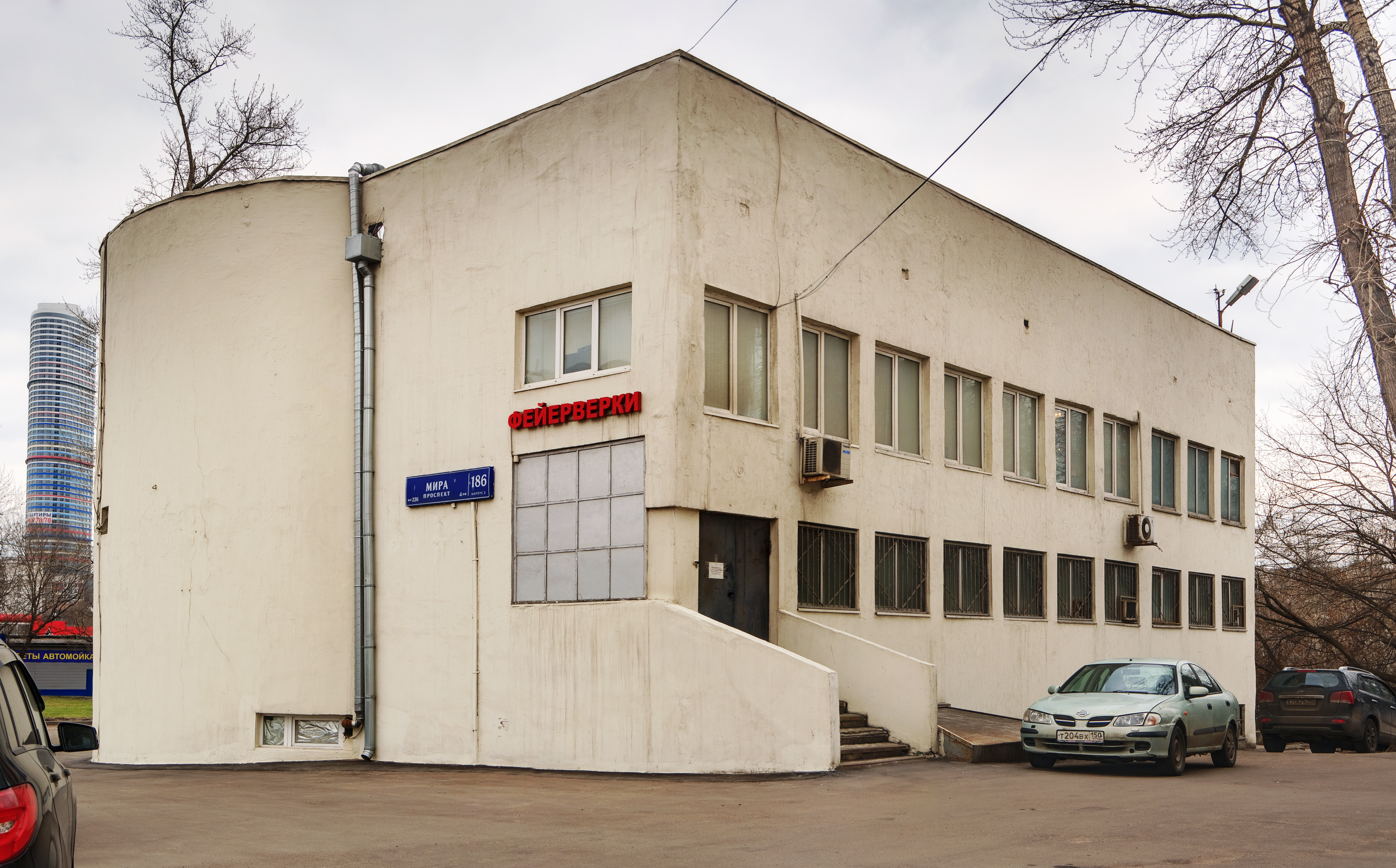
Kommunaler Trakt

### Wohnhaus auf dem Gogol-Boulevard in Moskau (1929–1932)
Ein weiteres Gebäude, welches die Typenwohnungen nutzte, ist das 1929 entworfene und 1932 fertiggestellte Wohngebäude auf dem Gogol-Boulevard in Moskau. Es wurde von den Architekten Michail Barschtsch, Wjacheslaw Wladimirow, Ignati Milinis, Alexander Pasternak und der Architektin Ljubow Slawina, sowie dem Ingenieur S. Orlowski. Es bestand aus zwei Wohntrakten und einem Versorgungsbau.

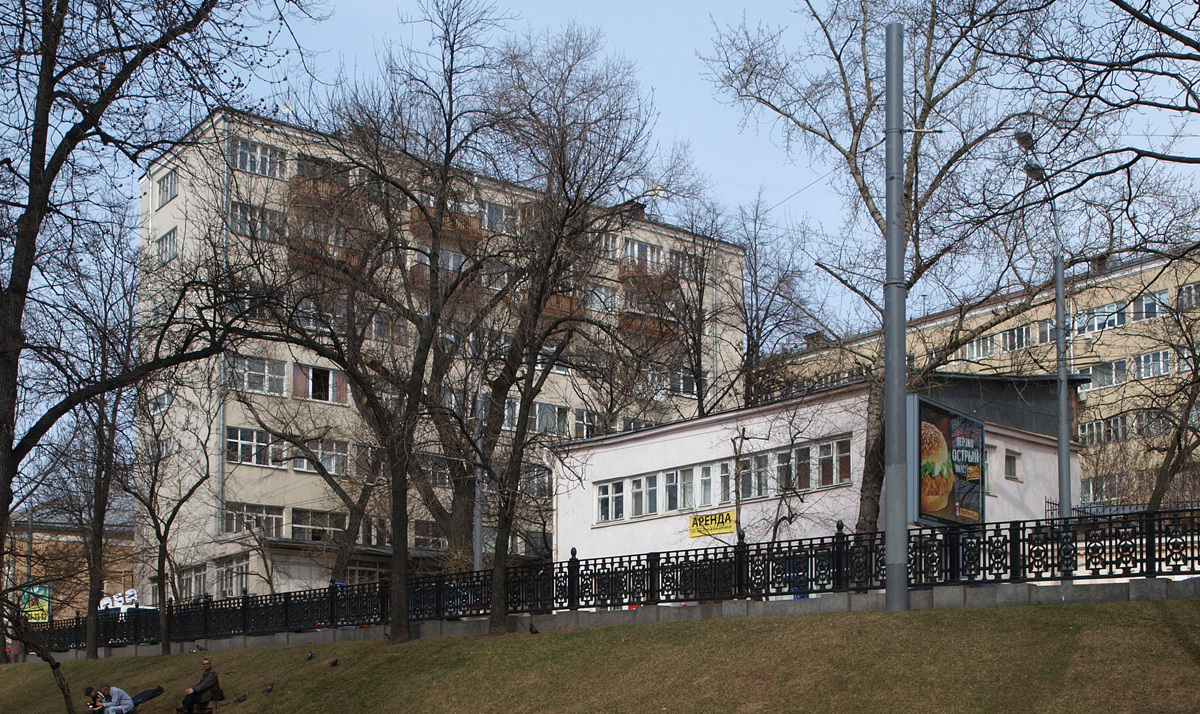
Gesamtansicht
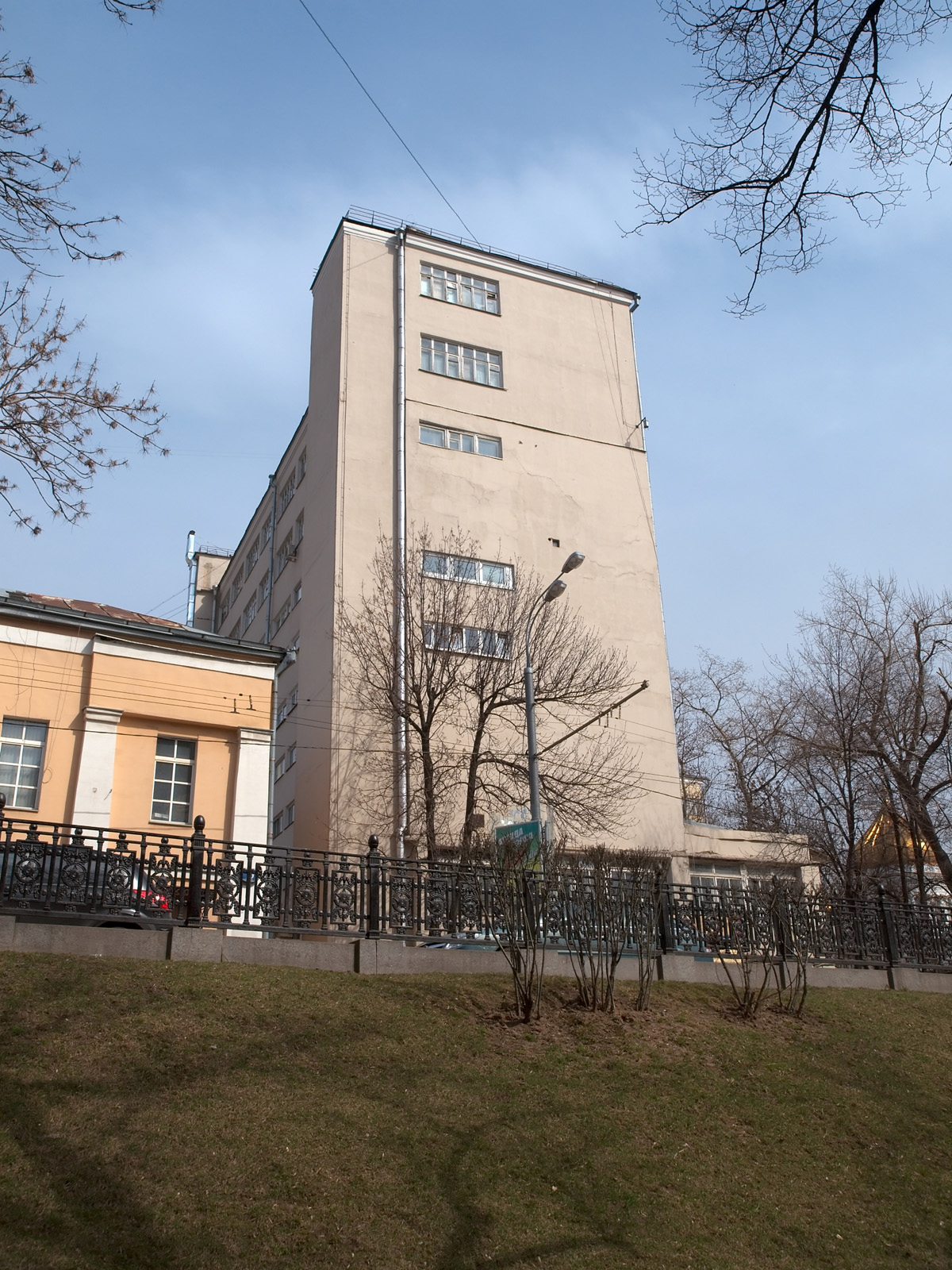
Einer der Wohntrakte

### Uraloblsowjet-Wohngebäude in Jekaterinburg (1930–33)
56° 50′ 0,7″ N, 60° 35′ 27,7″ O
Das von Ginsburg mit Alexander Pasternak und dem Ingenieur S. Prochorow entworfene Uraloblsowet-Gebäude  in Swerdlowsk (heute Jekaterinburg) bedient sich ebenfalls der Typenwohnungen. Es besteht aus vier um einen Innenhof gruppierten Gebäuden und ein fünftes abseits davon.

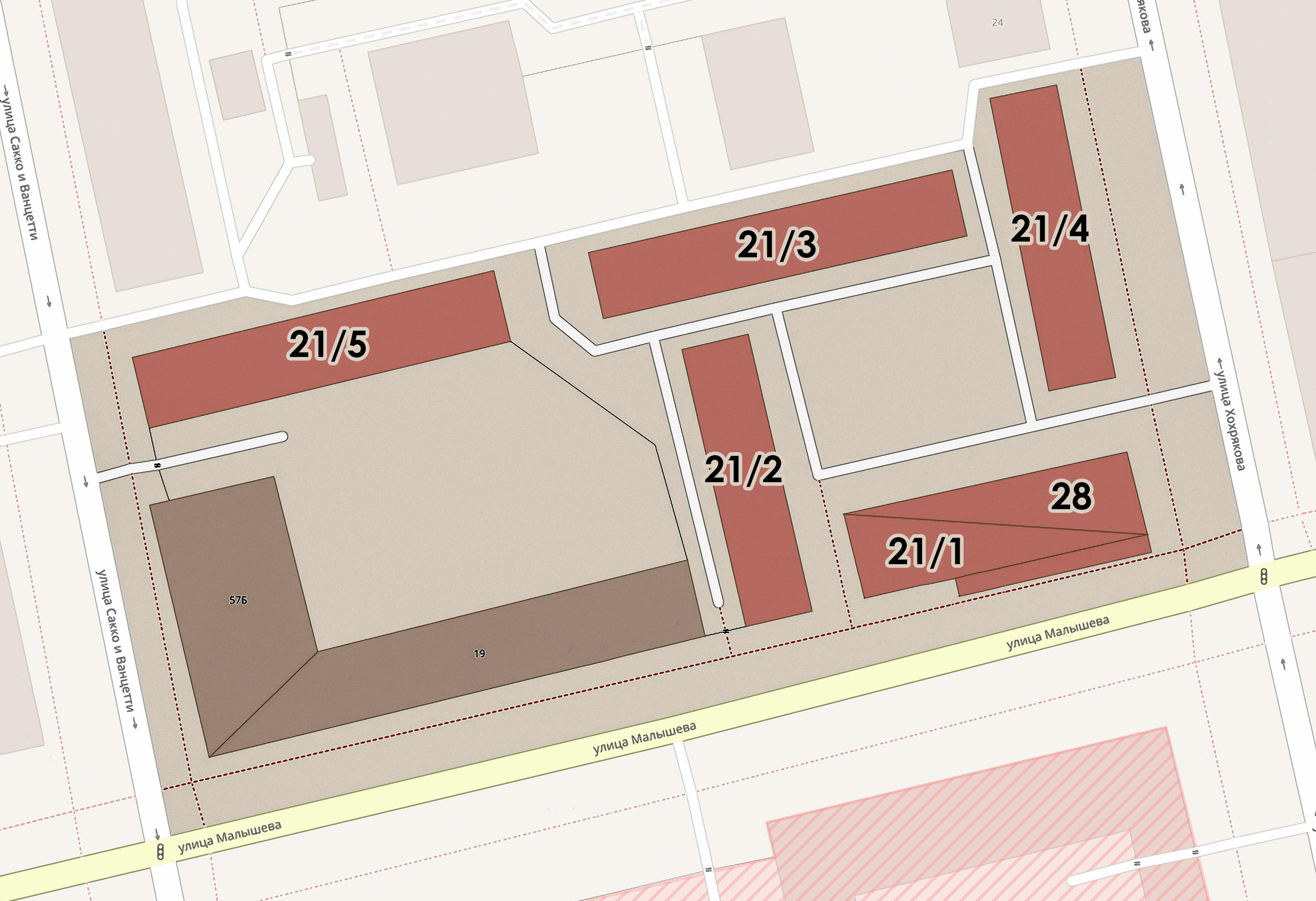
Überblick über die Gebäude (rot hervorgehoben)
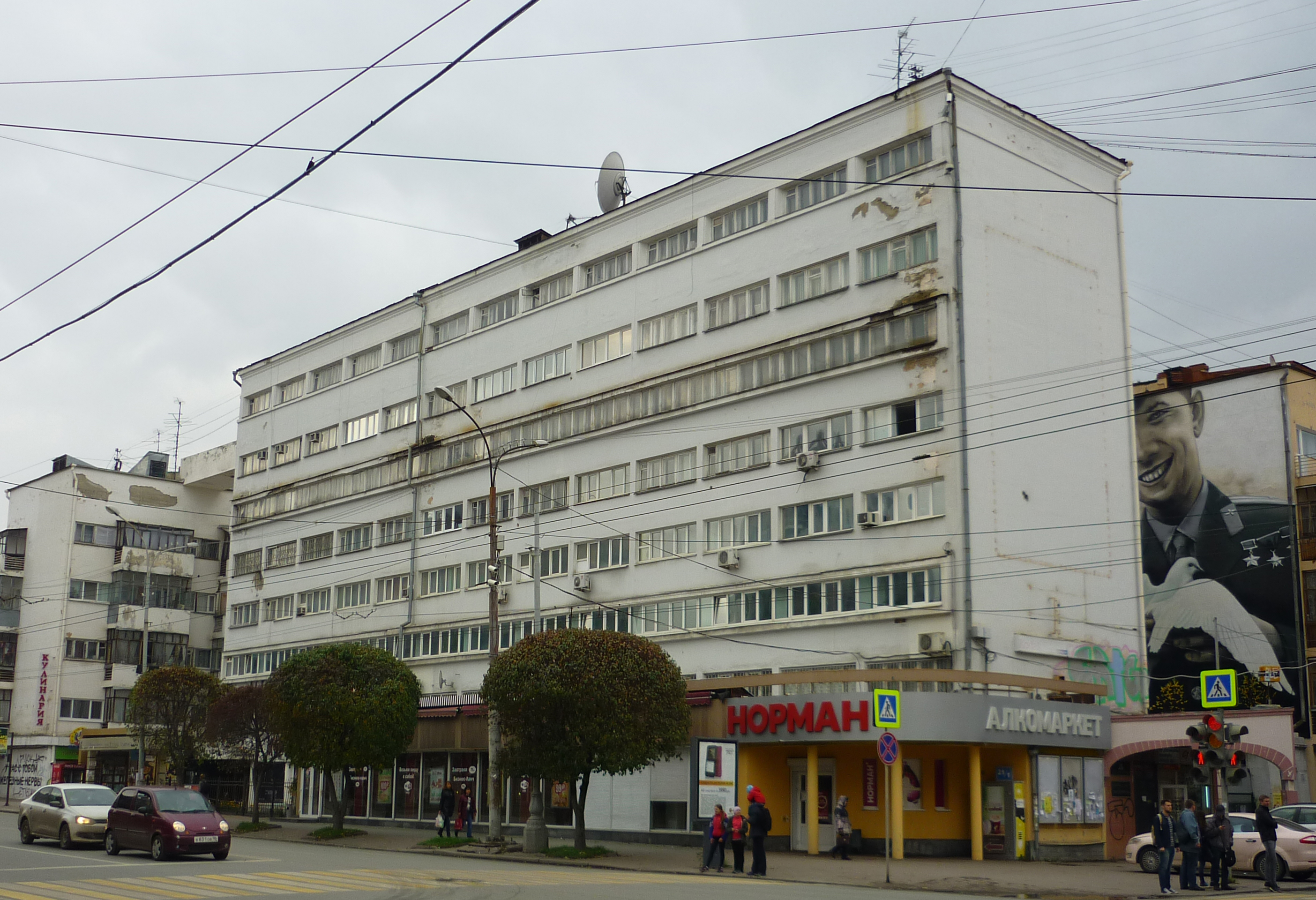
Wohntrakt 1 (Hausnummer 21/1)
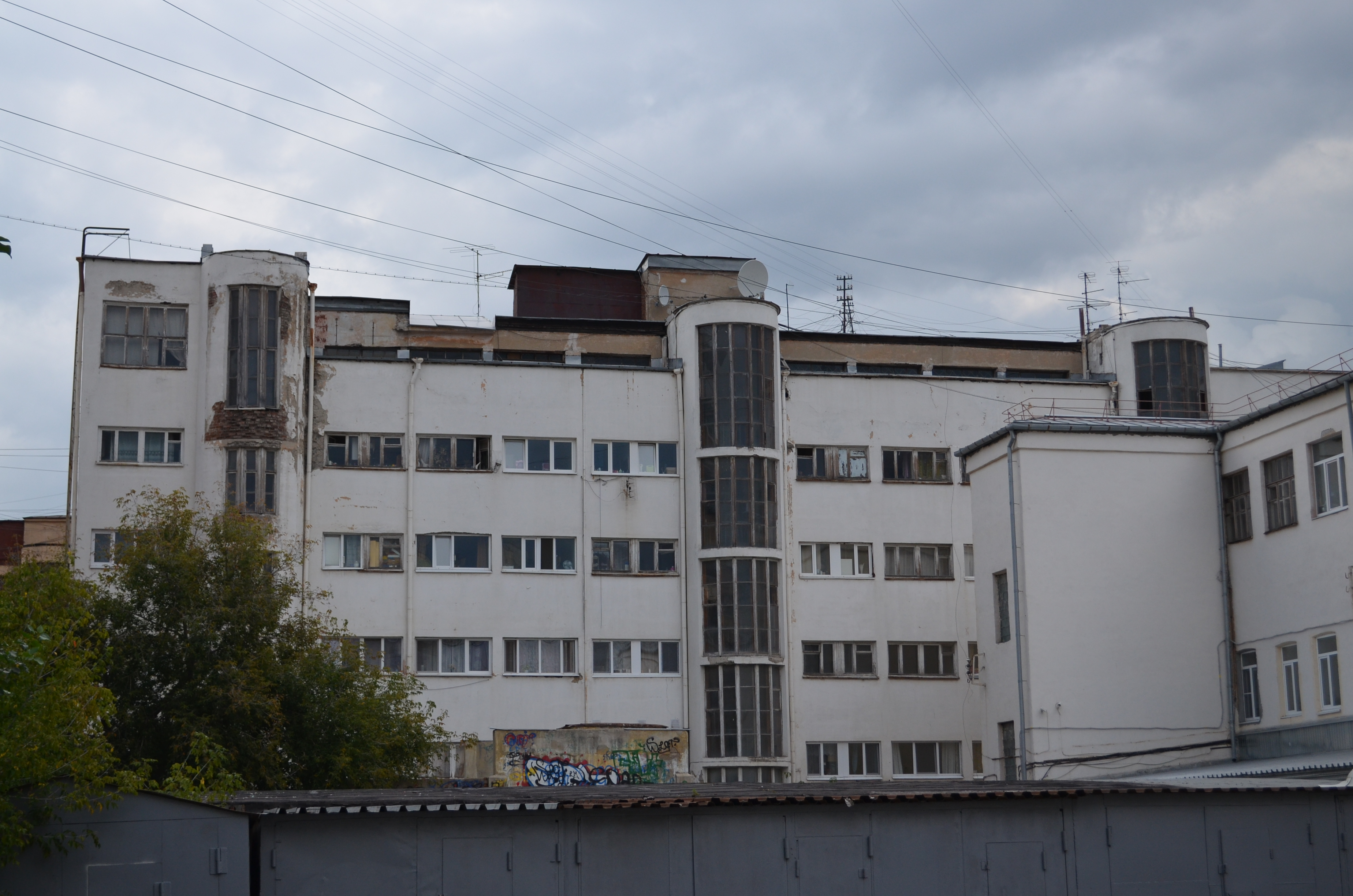
Wohntrakt 2 (Hausnummer 21/2)
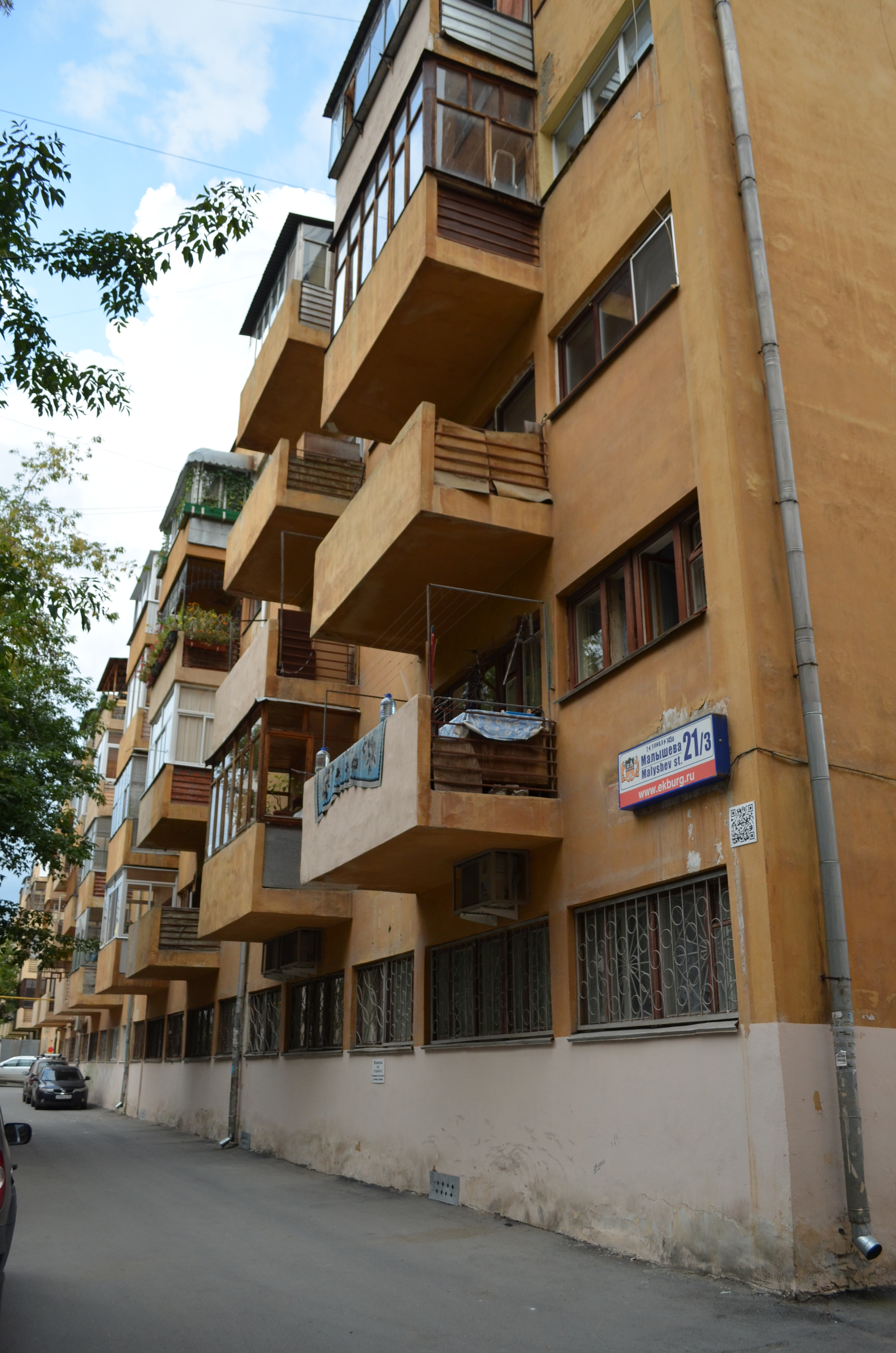
Wohntrakt 3 (Hausnummer 21/3)
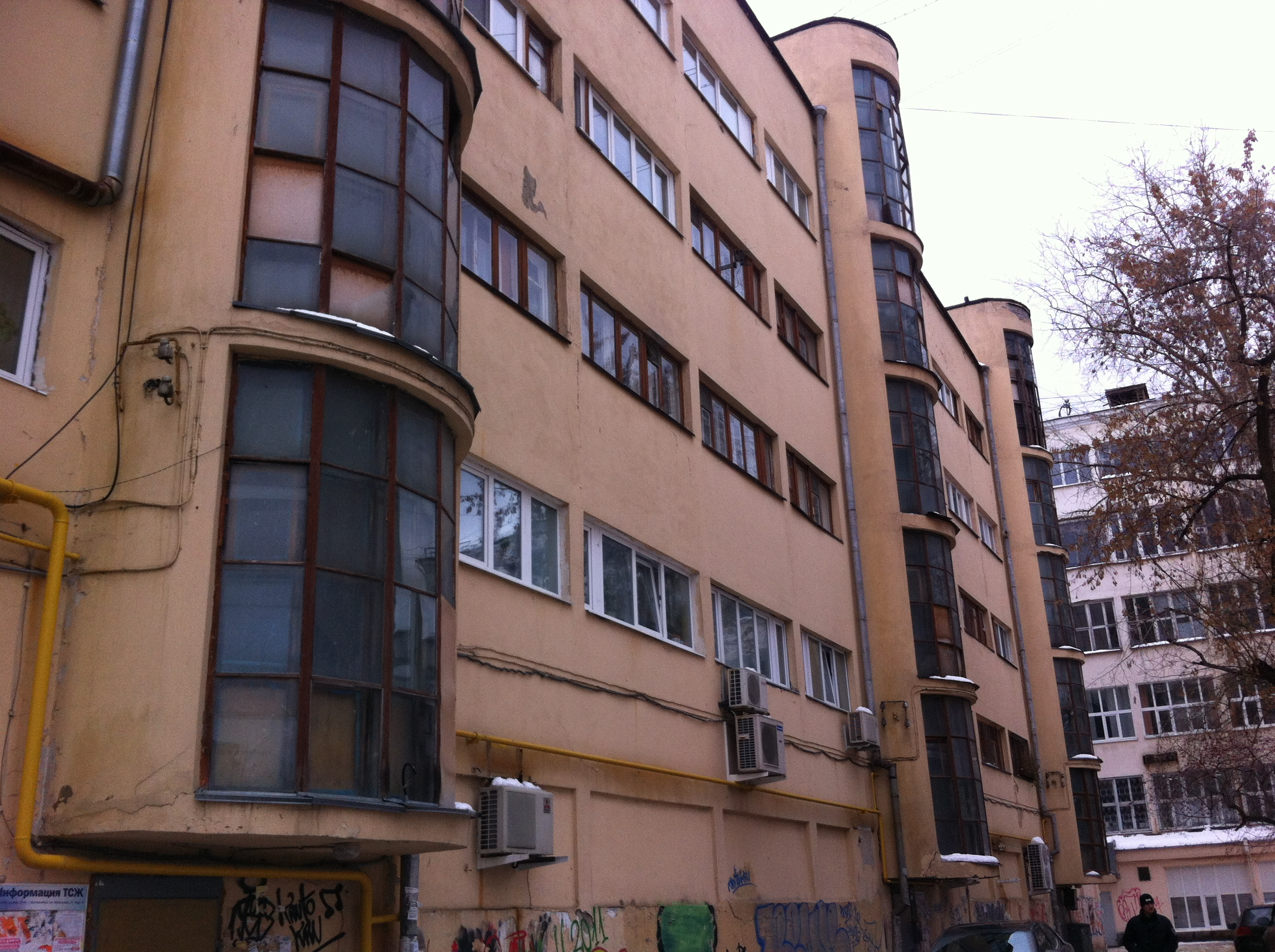
Wohntrakt 4 (Hausnummer 21/4)
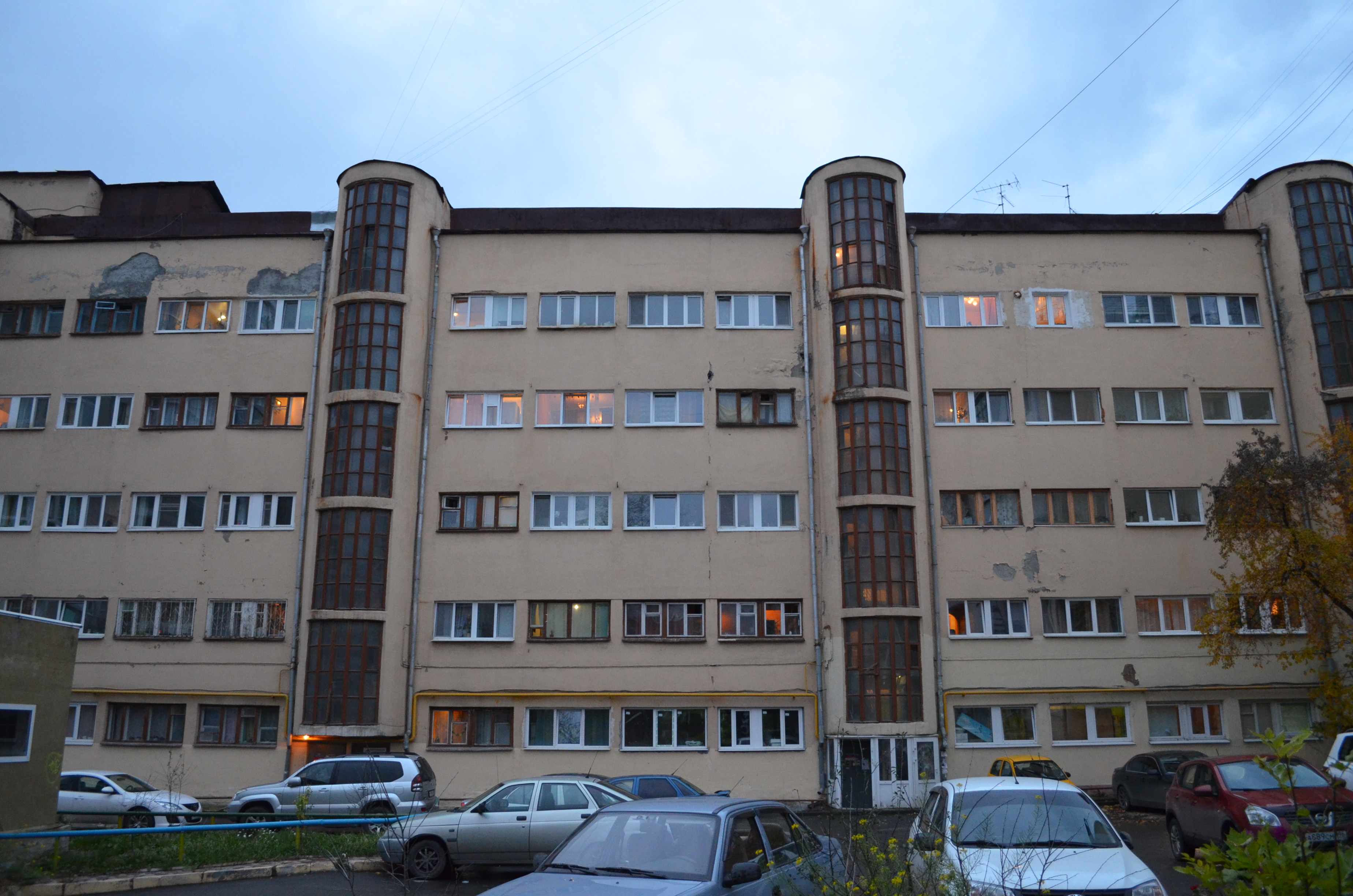
Wohntrakt 5 (Hausnummer 21/5)

### Wohnhaus in Moskau (1930er)
Eine weitere verwirklichte Variante ist ein Wohngebäude in Moskau von Wjacheslaw Wladimirow und Julian Gerstein. Es besaß einen Wohntrakt mit 14 Wohnungen vom Typ 2 F und einen Trakt mit Wohnungen ohne Küche mit Gemeinschaftsküche.

### Kommunehaus „Arbeiter“ der Arbeiterwohnungs- und Baugenossenschaft (RSchSKT) in Saratow (1930–32)
51° 31′ 22,6″ N, 46° 1′ 38,9″ O

Das Kommunehaus „Arbeiter“ der Arbeiterwohnungs- und Baugenossenschaft (RSchSKT) von 1930–32 besteht aus einem Wohntrakt mit Typ-F- und Typ-2F-Wohnungen und einem kommunalen Trakt mit den Gemeinschaftsräumen. Architekten waren Sergei A. Lissagor und Jewgeni M. Popow.

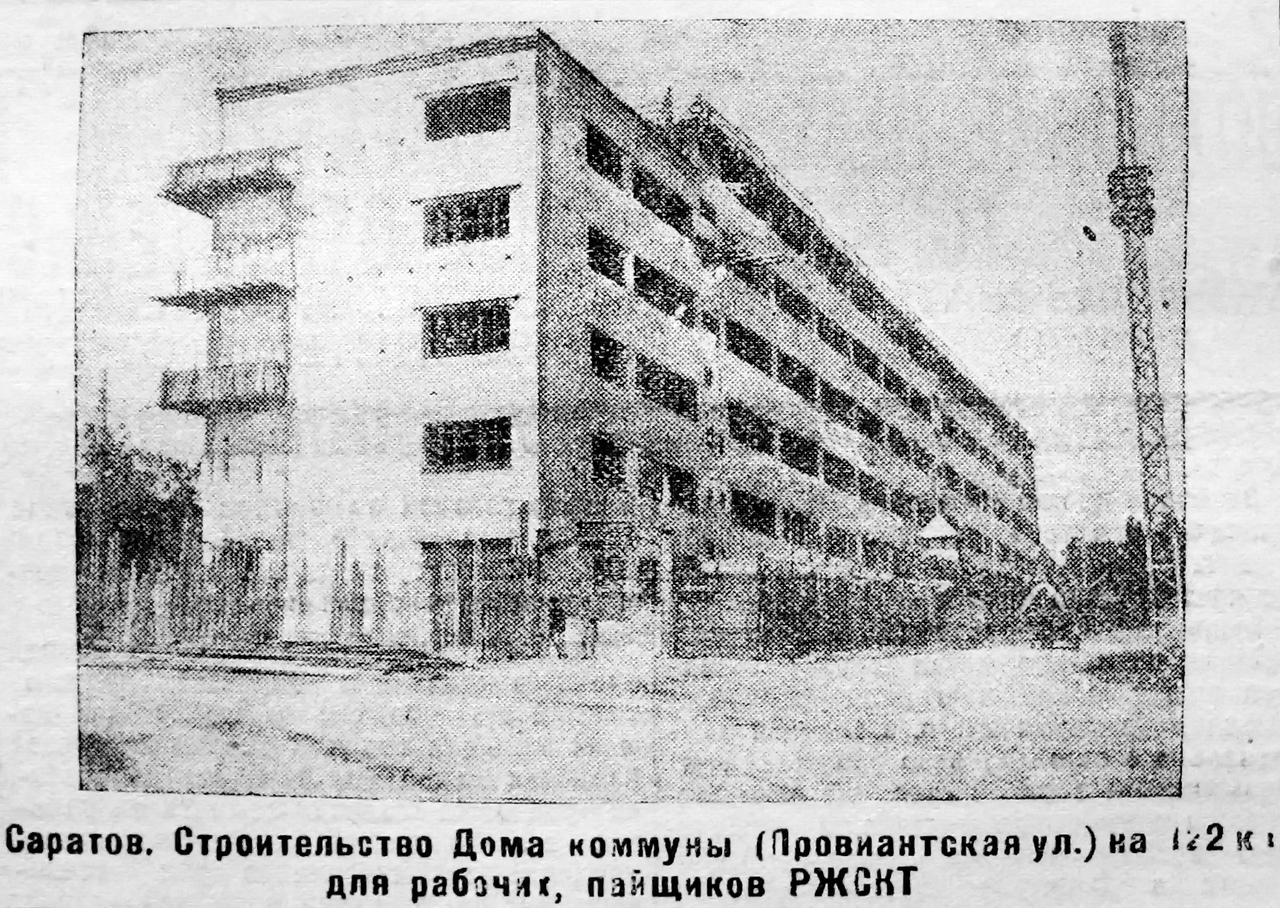
Ansicht von Süden während des Baues (1931)